# World Athletics Relays 2021 – 4×100 meter vrouwen
De 4×100 meter vrouwen op de World Athletics Relays 2021 vond plaats op 1 en 2 mei in het Śląskistadion van Chorzów.

## Records[1]
Voorafgaand aan het toernooi waren dit het wereldrecord en het kampioenschapsrecord:
| Wereldrecord                          | Tianna Bartoletta, Allyson Felix, Bianca Knight, Carmelita Jeter                             | 40,82 | Londen       | 10 augustus 2012 |
| Kampioenschapsrecord                  | Tianna Bartoletta, Alexandria Anderson, Jeneba Tarmoh, LaKeisha Lawson                       | 41,88 | Nassau       | 24 mei 2014      |
| Wereldleiding                         | Star Athletics, Louisiana State University                                                   | 42,70 | Prairie View | 3 april 2021     |
| Wereldleiding                         | Star Athletics, Louisiana State University                                                   | 42,70 | Baton Rouge  | 24 april 2021    |
| Afrikaans record                      | Beatrice Utondu-Okoye, Faith Idehen, Christy Opara-Thompson, Mary Onyali-Omagbemi            | 42,39 | Barcelona    | 7 augustus 1992  |
| Aziatisch record                      | Xiao Lin, Li Yali, Liu Xiaomei, Li Xuemei                                                    | 42,23 | Shanghai     | 23 oktober 1997  |
| Noord-, Centraal- en Caribisch record | Tianna Bartoletta, Allyson Felix, Bianca Knight, Carmelita Jeter                             | 40,82 | Londen       | 10 augustus 2012 |
| Zuid-Amerikaansrecord                 | Evelyn dos Santos, Ana Claudia Silva, Franciela Krasucki, Rosângela Santos                   | 42,29 | Moskou       | 18 augustus 2013 |
| Europeesrecord                        | Duitse Democratische Republiek Silke Gladisch, Sabine Rieger, Ingrid Auerswald, Marlies Göhr | 41,37 | Canberra     | 6 oktober 1985   |
| Oceanischrecord                       | Rachael Massey, Suzanne Broadrick, Jodi Lambert, Melinda Gainsford-Taylord                   | 42,99 | Polokwane    | 18 maart 2000    |

## Resultaten

### Series[2]
De eerste twee van elke serie kwalificeerden zich direct voor de finale (Q). Diegene kwalificeerde zich direct voor de Olympische spelen 2020 (OQ) of voor deWereldkampioenschappen atletiek 2022 (WQ).
| Rang | Serie | Baan | Land | Atleten                                                                     | Tijd  | Bijz.         |
| ---- | ----- | ---- | ---- | --------------------------------------------------------------------------- | ----- | ------------- |
| 1    | 2     | 6    | NED  | Jamile Samuel, Dafne Schippers, Nadine Visser, Marije van Hunenstijn        | 43,28 | Q, OQ, WQ, SB |
| 2    | 3     | 6    | FRA  | Orlann Ombissa-Dzangue, Cynthia Leduc, Maroussia Paré, Sarah Richard-Mingas | 43,51 | Q, OQ, WQ, SB |
| 3    | 2     | 3    | POL  | Paulina Guzowska, Klaudia Adamek, Katarzyna Sokólska, Pia Skrzyszowska      | 43,64 | Q, OQ, WQ, SB |
| 4    | 3     | 5    | SUI  | Riccarda Dietsche, Salomé Kora, Cornelia Halbheer, Cynthia Reinle           | 43,71 | Q, OQ, WQ, SB |
| 5    | 2     | 5    | ECU  | Ángela Tenorio, Anahí Suárez, Virginia Villalba, Marizol Landázuri          | 43,86 | Q, OQ, WQ, NR |
| 6    | 1     | 5    | ITA  | Johanelis Herrera Abreu, Gloria Hooper, Anna Bongiorni, Irene Siragusa      | 44,02 | Q, OQ, WQ, SB |
| 7    | 1     | 6    | JPN  | Hanae Aoyama, Mei Kodama, Ami Saito, Remi Tsuruta                           | 44,17 | Q, OQ, WQ, SB |
| 8    | 3     | 4    | DEN  | Mathilde Kramer, Astrid Glenner-Frandsen, Mette Graversgaard, Ida Karstoft  | 44,25 | Q, OQ, WQ, SB |
| 9    | 3     | 3    | ESP  | Maria Isabel Pérez, Estela García, Paula Sevilla, Cristina Lara             | 44,38 | WQ, SB        |
| 10   | 2     | 4    | IRL  | Molly Scott, Sarah Lavin, Kate Doherty, Sarah Quinn                         | 44,53 | WQ, SB        |
| 11   | 2     | 7    | ZAM  | Suwilanji Theresa Mpondela, Lumeka Katundu, Hellen Makumba, Roda Njobvu     | 44,81 | SB            |
| 12   | 1     | 3    | GHA  | Gemma Acheampong, Latifa Ali, Janet Amponsah, Halutie Hor                   | 44,85 | SB            |
| 13   | 1     | 4    | CZE  | Johana Kaiserová, Martina Hofmanová, Jana Slaninová, Barbora Šplechtnová    | 45,48 | SB            |
|      | 1     | 7    | BRA  | Ana Cláudia Lemos, Vitória Cristina Rosa, Ana Azevedo, Rosângela Santos     | DQ    |               |

### Finale[3]5
| Rang   | Baan | Land | Atleten                                                                         | Tijd  | Bijz. |
| ------ | ---- | ---- | ------------------------------------------------------------------------------- | ----- | ----- |
| Goud   | 6    | ITA  | Vittoria Fontana, Gloria Hooper, Anna Bongiorni, Irene Siragusa                 | 43,79 | SB    |
| Zilver | 5    | POL  | Magdalena Stefanowicz,, Klaudia Adamek, Katarzyna Sokólska, Pia Skrzyszowska    | 44,10 |       |
| Brons  | 4    | NED  | Jamile Samuel, Dafne Schippers, Nadine Visser, Naomi Sedney                     | 44,10 |       |
| 4      | 9    | JPN  | Hanae Aoyama, Mei Kodama, Ami Saito, Remi Tsuruta                               | 44,40 |       |
| 5      | 2    | ECU  | Ángela Tenorio, Anahí Suárez, Yuliana Angulo, Marizol Landázuri                 | 44,43 |       |
| 6      | 3    | DEN  | Mathilde Kramer, Astrid Glenner-Frandsen, Mette Graversgaard, Emma Beiter Bomme | 45,34 |       |
|        | 7    | FRA  | Wided Atatou, Cynthia Leduc, Maroussia Paré, Sarah Richard-Mingas               | DNF   |       |
|        | 8    | SUI  | Riccarda Dietsche, Salomé Kora, Cornelia Halbheer, Cynthia Reinle               | DQ    |       |

1. ↑  4x100 Metres Relay - women - senior - all. worldathletics.org. Geraadpleegd op 28 mei 2024.
2. ↑  Uitslag series.
3. ↑  Uitslag finale.